# كيم جي هيون
كيم جي هيون (بالكورية: 김지현)‏ هي ممثلة كورية جنوبية. ولدت يوم 2 يناير 1982 في ألسان في كوريا الجنوبية.

## روابط خارجية
- كيم جي هيون على موقع IMDb (الإنجليزية)
- كيم جي هيون على موقع قاعدة بيانات الفيلم (الإنجليزية)